# Archieparchia tarnopolsko-zborowska
Archieparchia tarnopolsko-zborowska – archieparchia katolicka obrządku bizantyjsko-ukraińskiego na Ukrainie, utworzona w 2000 w wyniku połączenia istniejących od 1993 eparchii tarnopolskiej i zborowskiej. W 2011 podniesiona do rangi archieparchii.
Biskupi eparchialni: Mychajło Sabryha (1993–2006) i Wasyl Semeniuk (od 2006, od 2011 – arcybiskup metropolita). Katedrą archieparchii jest sobór archikatedralny Niepokalanego Poczęcia Najświętszej Maryi Panny – dawny kościół dominikanów.

Archieparchia tarnopolsko-zborowska na mapie Ukrainy